# Guillermo Galeote
Guillermo Galeote Jiménez (San Sebastián, 6 de mayo de 1941 - Madrid, 28 de enero de 2021) fue un político socialista y médico español.

## Trayectoria política
Médico internista de formación y profesión, fue elegido presidente de la sección de Médicos Jóvenes del Consejo General de Colegios de Médicos de España, becario del CSIC, miembro de la Junta del Colegio de Médicos de Córdoba y del Consejo General de Médicos de España. Fue presidente nacional de Médicos Jóvenes. En 1960 se afilió a las Juventudes Socialistas y en 1962 al PSOE.
Fue miembro del comité provincial de las Juventudes Socialistas en Sevilla y del Comité provincial del PSOE y miembro de la comisión permanente del PSOE en el interior y secretario de propaganda de la comisión ejecutiva federal, siendo elegido en el Congreso de Suresnes, en 1974. Fue reelegido en el XXVII Congreso, celebrado en Madrid, en 1976. Fue también secretario de prensa y propaganda, elegido en el Congreso Extraordinario de septiembre de 1979, secretario-coordinador de la sección de imagen de la Comisión Ejecutiva Federal del PSOE, elegido en el XXIX Congreso, en octubre de 1981, secretario de Administración y Finanzas, designado en el XXXI Congreso, celebrado en Madrid, en enero de 1988, siendo reelegido en el XXXII Congreso, también celebrado en Madrid, el 11 de noviembre de 1990. A comienzos de los 1990, los casos de corrupción del PSOE dañaron gravemente su imagen. Junto con José María Benegas y Ramón Rubial, se querelló contra un editorial del ABC que calificaba a los socialistas como "salteadores de caminos" y al PSOE como "fétido muladar". La querella fue archivada en julio de 1990. No obstante, tuvo que dimitir como responsable de Finanzas del PSOE, el 20 de junio de 1991, "para evitar que pueda ser afectada la imagen del partido". El Tribunal de Cuentas estaba indagando si irregularidades financieras del PSOE tenían relación con las sociedades Filesa, Time Export y Malesa. El caso Filesa le afectó directamente y diputados del PP y de IU pidieron al presidente del Congreso, el 6 de octubre de 1992, que se adoptaran "medidas drásticas" contra Galeote: retirada del sueldo de diputado, por su elevadísimo absentismo al Congreso. Días más tarde, el también socialista, Eduardo Martín Toval, reintegraba a la Caja del Congreso los emolumentos que Galeote había recibido sin asistir a las comisiones y plenos. Al final, el PSOE lo sustituyó por Ángel Díaz Sol, el 12 de abril de 1993. Fue diputado del PSOE por Córdoba en la legislatura Constituyente, I, en la cual fue vocal de las comisiones de Reglamento, Administración Territorial e Interior; II, en la cual fue presidente de la Comisión de Defensa; III, en la cual fue miembro de la Diputación Permanente y de las comisiones de defensa y de control parlamentario de RTVE, y IV, en la cual perteneció a la comisión de control y de la Diputación Permanente.

## Las cuentas en Suiza
A lo largo de varios años, se pensó que Galeote fuese uno de los apoderados de cuentas ilegales en Suiza, cuyos fondos procederían de la financiación ilegal del PSOE. El juez suizo Paul Perraudin envió a España, el 26 de febrero de 2001, documentación en la que se revelaba la identidad de los titulares de las cuentas suizas abiertas por los responsables de Filesa, donde se ingresaban parcialmente las comisiones cobradas por dicha trama del PSOE. La documentación acreditaba que Galeote era uno de los apoderados, habiéndose convertido en apoderado de una cuenta en Suiza solamente diez meses después de ser designado secretario de Finanzas del PSOE, manteniéndose como apoderado hasta el 25 de enero de 1991. Las piezas del rompecabezas de Filesa empezaban a encajar: el 17 de octubre de 1988, Carlos Navarro Gómez, diputado del PSC-PSOE, abrió la cuenta 519.788 BH en la UBS en Ginebra. Tal mismo día, Galeote firmó en el formulario de UBS en el cual se le acreditaba como apoderado de la misma. El 25 de enero de 1991, UBS anotó "la inmediata" anulación del poder concedido por Navarro a Galeote en tal cuenta. La firma de este último estaba así mismo en este documento firmado cuando todavía no había estallado el caso Filesa, que manchó a ambos, aunque nadie acusó nunca a Galeote de haberse enriquecido personalmente. Le sucedió, como apoderada, María Luisa Oliveró, cuyo hermano Luis fue administrador de Filesa, y que estaba casada con Navarro.

## Fallecimiento
Falleció el 28 de enero de 2021 en Madrid, a causa del COVID-19, según anunció su hijo en las redes sociales. Tenía setenta y nueve años.